# Further Requests
Further Requests è un extended play del gruppo musical britannico The Beatles, pubblicato in Australia nel 1964.

## Tracce
1. She Loves You (John Lennon e Paul McCartney)
2. I Want to Hold Your Hand (John Lennon e Paul McCartney)
3. Roll Over Beethoven (Chuck Berry)
4. Can't Buy Me Love (John Lennon e Paul McCartney)

## Formazione
- John Lennon - voce, chitarra
- Paul McCartney - voce, basso
- George Harrison - chitarra elettrica
- Ringo Starr - batteria